# 気楽流
気楽流（きらくりゅう、旧字体では氣樂流）とは、古武道の一つ。富田（戸田）流の流れを汲む。柔術を中心に、剣、居合、棒、契木、分銅鎖や鎖鎌、鉄扇や十手、捕縛術、長刀や薙刀、短棒などの総合武術である。活法の整骨術（匡正術）も含んでいる。江戸時代の化政期、上野国・武蔵国、阿波国、陸奥国を中心に盛隆した。

## 概要
創始者は、富田流（戸田流）7代目（あるいは6代目）の渡辺杢右衛門。その後、気楽流第11代目で中興の祖といわれる飯塚臥龍斎興義が、別の体系だった杢右衛門以来の気楽流と富田（戸田）流の2つに、上泉伊勢守の無敵流（新陰流の上野国での別名）を加え、これら3つを再編して気楽流「重術」と称した。これ以後、気楽流とは臥龍斎が再編したものを指す。喜楽流と書かれる例もある。
大成者の飯塚臥龍斎興義以降、気楽流は彼の弟子や養子によって伝承された。臥龍斎以降の系統を3つに分けている。臥龍斎高弟・菅沼勇輔の系統は武蔵国秩父方面を中心に伝来し、同じく高弟・児島善兵衛の系は上野国佐位郡方面を中心に伝承され、臥龍斎の養子・飯塚帯刀義高の系統は緑埜郡、勢多郡、新田郡、甘楽郡方面に伝来した。
1883年11月12日（明治16年）に体操伝習所が戸田流（気楽流）八谷達三を招いて調査を行っている。
講道館柔道の創始者・嘉納治五郎の師である福田八之助（柳儀斉）は、秩父の出身で天神真楊流と気楽流、奥山念流等の免許皆伝であり、また本郷区湯島の気楽流、天神真楊流　修心館の奥澤敬太郎（学習院　初代柔術師範）から柔術の教授を受けていた。このことから講道館柔道への影響も指摘されている。 1907年3月23日、24日（明治40年）に行われた講道館柔道下富坂道場の落成式では八谷護が戸田流（気楽流）の柔術形を演じている。
　1885年（明治18年）制定の警視庁柔術形にも技法のひとつ「見合」が採用された。しかし警視庁の柔術形は講道館柔道の採用もあって廃れ失伝している。
多くの流派で失伝した契木術の組型を現在も残している（『武芸流派大事典』）。 
北関東一帯の祭りの棒術としても気楽流が存在していた。
気楽流柔術の活法としての匡正術は、天保年間に斎藤玄悦から伝えられ斎藤周治、斎藤正、齋藤光生らに伝承され、現在でも東京、埼玉、千葉、神奈川、京都、滋賀、新潟、群馬、ハワイ方面において、多くは柔道整骨院として行われている。
群馬県における気楽流の柔術の内、伊勢崎系の2団体は、気楽流柔術として日本古武道協会にそれぞれ加盟している。
2015年（平成27年）2月26日に水科寿美の練志館が伊勢崎市の無形民俗文化財に指定された。

## 歴史

### 「気楽流」始祖
気楽流の始祖は諸説伝わり、戸田越後守（富田越後守）・上泉伊勢守・水橋隼人の3名がみえる。水橋隼人説は気楽流との関係は不明。この説は菅沼系に伝わるもので、戸田越後守の3代前に水橋があり、戸田（富田）流の伝承と内容が重複している。『上毛剣術史』にて飯嶌は、上泉伊勢守説は飯塚臥龍斎が学んだ新陰流から遡ったとして始祖は戸田越後守とするが、彼はあくまで戸田流の始祖としている。
上述の戸田越後守に関しては、富田流の富田越後守重政と同一人物説・別人説がある。飯塚家の伝承が書かれた飯塚臥龍斎頌徳碑（群馬県甘楽町）には、戸田越後を元長尾氏旧臣で箕輪に仕えた戸田八郎高安が戸田流祖とする。高安はのち飯塚姓と改め11代後の子孫が臥龍斎だとしている。そして飯塚系の巻物では、戸田越後守綱義とあり、前名を新八郎一利、越後国頸城郡戸田村出身とする。菅沼系は水橋隼人の子孫に戸田を置き、名を越後守秀雄とする。児島系は戸田越後守信正とし富田ともいったとする。飯嶌は富田重政と戸田越後を同一人物説をとる。
戸田を祖と伝える系統でも初期は戸田越後守・上泉伊勢守・引田文五郎の3名が入り乱れている。飯嶌の説によれば、これは流祖を神格化するため上泉や引田を配したとされ、この次に新藤雲斎が共通してきているため、戸田の後は新藤とみなしている。一方、『上毛剣術史』で諸田政治は、『皇国英名録』の説を採用し、気楽流祖は上泉・疋田・戸田の順であるとし、上泉伊勢守の流れを当初から汲んだとする。
新藤のあとの1・2代は戸田内記・戸田隼人・土屋将監の名が入り乱れるが、その次は渡辺杢右衛門で統一されている。大勢がそれに続いて金沢新五兵衛、渡辺兵右衛門、絹川久右衛門芳重、蛭川菊右衛門とし11代飯塚臥龍斎興義に至っているが、一部異なる伝承もある。

### 「気楽流」の流祖と飯塚臥龍斎
『上毛剣術史』によれば、気楽流流祖は渡辺杢右衛門とされる。ただし異伝もあり、飯塚系の多くは絹川久右衛門を、児島系は飯塚臥龍斎を流祖とするなど、飯塚臥龍斎・絹川久右衛門（気楽斎）・蛭川菊右衛門の3名が「流祖（中興の祖）」として錯綜している。
『武芸流派大事典』では9代目の絹川久右衛門芳重が気楽流と改めたと伝えるが、『多野郡誌』・『新町町誌 通史編』・『境町史 民俗編』では臥龍斎が改めたという。
『新町町誌 通史編』によれば、臥龍斎は戸田流であり、これを「気楽流」と称したきっかけは、文化11年（1807年）に真之神道流との間に門弟同士の刃傷事件が起こってしまい、その結果臥龍斎が新町宿を追放され戸田流を名乗るのを禁じられたからであるという。
『上毛剣術史 下』では荒木流との諍いであったと推定している。
この喧嘩「新町騒動」により、臥龍斎は捕縛され、幕府領であった中山道新町宿を管轄とする岩鼻陣屋（関東郡代の廃止後、文化２年（1805年）関東取締出役の設置以降）で代官の取調べを受け所払いとなったとされる。
　一方、気楽流伝書では、臥龍斎は追放されたのちに臥龍斎の技量を惜しんだ旗本跡部氏の前で縄抜の術を披露して追放を赦され、跡部家の柔術師範となったと伝え、また当時既に「気楽流」であったとし追放で名乗りを禁止されたが、この赦免によってその禁止が解かれたとする
　しかしながら、直参旗本である跡部家出身者が幕府領の岩鼻代官（下級武士の足軽分）となったことはなく、また老中水野忠邦の実弟である跡部良弼は、天保以降、大阪奉行、江戸北町、南町奉行や勘定奉行、老中といった要職を幕末に務めてはいるが、年代的に臥龍斎の赦免追放ができるものではない点で、重大な歴史誤認があること、さらには　江戸時代、徳川幕府の統治時代を通じ、”赦し”は、将軍の専管事項であったことなどから、本伝承には疑問が持たれる。

### 飯塚臥龍斎以降の各派
11代　臥龍斎の後は、
　菅沼勇輔系（棒澤、加美、児玉、秩父）いわゆる武州秩父系、
　児島善兵衛系（佐位、那波、勢多）いわゆる伊勢崎系、
　飯塚義高系（緑埜、甘楽、多胡、新田）いわゆる甘楽系と大きく3つに現在では区分されている。
　しかしながら、これらの気楽流各派の分類は近年になって始められたものであるため、伊勢崎（市）や藤岡（市）等、現在の行政区の名称が便宜的に使われていることや、明治維新後、昭和平成期に盛んにおこなわれた行政区分の変更、地方自治体の大合併により、、当時の領地領民といった時代考証から離れて、正確性に欠ける部分もあり、系統だった整理はいまだ完成してはいない。
　気楽流は、幕府、旗本、藩領や寺社領の百姓を中心に盛隆し、村落や往来が容易な街道筋（中山道、例幣使街道）、水運が盛んであった利根川水域で伝承がされていたという背景や、明治維新後の廃藩置県、昭和平成の町政改革や郡、市町村の合併が繰り返されたことにより、ゆかりのあった郡や村々の名称が転々していることも整理を困難とさせている。
　あえて国別でいえば、気楽流は、幕末以降の時代背景を受けて、臥龍斎の上野国、武蔵（江戸）、及び隣接の下野、常陸、下総、上総の関東他、甲州、阿波にも伝わり、加えて、それ以前の修行時代やその後の伝播を含めれば、陸奥弘前、奥州平、磐城、讃岐、伊勢亀山でも伝承されていることから、域的人的伝承が主であり、地域で単純にかつ、正確に区別することは困難であるといえる。
　これに、各流派の後継者の意向が加わり、自派を正統と論じがちなことから問題をさらに複雑化させている。

#### 児島善兵衛の佐位（伊勢崎）、那波、勢多系
児島系は、12世の児島善兵衛の門人で、臥龍斎からも教授を受けていた五十嵐金弥（13世）へ伝わり、14世　斎藤武八郎は伊勢崎藩柔術師範になった。
　児島系の隆盛の理由としては、寛政の改革以降の武術奨励や、天明の飢饉による農村の疲弊、無宿人の増加による治安悪化、そしてその後の打ち壊しや尊王倒幕運動の気運が生じたこと、地理的には、旗本領、寺社領や中小藩の領が入り組んでいたため、農民の自警が必要となったこと、治安維持目的として、関東取締役の配下で郷村百姓の寄場組合が構成されたことなどから、剣術を主とする武士だけではなく、棒術や木剣等を自衛治安維持のために用いる必要に迫られた百姓や町人にも武術稽古が広く普及したことがあげられる。
　さらに、斎藤武八郎が百姓でありながら上州佐位郡伊勢崎藩の柔術師範となったことなどから、伊勢崎近隣各郷の郷士、農民層から武八郎の弟子になるものが多く、山田郡穴原村の奥澤七事斎良重、武八郎の婿養子の斎藤武七郎、勢多郡下川渕村の長沼綱吉、高木周輔、新田郡大純村の加藤勝馬　等が15代に挙がる。
　ただし、児島系で現代まで残るのは長沼の系統のみともいう、意見もある。
　斎藤武七郎は養父の跡を継いで上州佐位郡の伊勢崎藩（酒井氏の陣屋支配領）の指南役となったが、廃藩置県で職を失い、上州佐波郡采女村伊与久で道場を開いた。この系統は武七郎の養子・武二郎へと続く。
　加藤勝馬は領主の新田岩松道純に仕え新田家柔術指南役となった。弟子には根岸義高などがいる。
　また、長沼綱吉の系統は下渕名村（群馬県伊勢崎市境下渕名）で続いた。
　この長沼のとき、長沼の高弟の栗原長蔵と、甘楽藤岡勢多系の長山弥一（新田郡新田町）とが、正統気楽流を巡って争っており、甘楽藤岡勢多系との対立がみられた。
長沼のあとは新井平馬・新井久平の2系統がみえる。16代新井久平系は17代森正秀へ続く。16代新井平馬の系統は17代新井数馬、18代新井道次郎と続く。
道次郎の弟子には19代となり前橋で道場を開き道次郎の葬儀で演武を奉納した飯嶌文夫や、気楽流保存会の水科寿美がいる。
19代飯嶌文夫と水科寿美はお互いが「宗家」と名乗っており、児島善兵衛・五十嵐金弥・斎藤武八郎・長沼綱吉・新井平馬・新井数馬・新井道次郎から自身へ続くとしている。岩井作夫によれば、甘楽系と秩父系が「宗家」と呼称していないのは伊勢崎の児島系に遠慮しているからという、が臥龍斎以降直系のいわゆる「甘楽系」すなわち「飯塚系」や、臥龍斎を最後まで看取ったいわゆる「秩父系」すなわち「菅沼系」が、児島系以降に遠慮をするということは考えられず、道統の経緯を理解し、自派では宗家を名乗っていないだけとされる。　　　　　　　　　　
　これらをふまえて、気楽流はそもそも歴史的に、地域的人的関係によって道場間を超えての稽古交流が盛んであり、多くの師範は、複数の師範から指導を受けていた経緯等があること、また、そもそも、天神真楊流や浅山一傳流、馬庭念流のような宗家制度は設けてはおらず、「宗家」は近年独自の創作創流であるとの反論が、前述山田や小佐野からある。
　元は型が360手あったが、戦後の入門者激減などで失伝し、100余しか残っていないとされる。また型は本来、居捕り・十手・鉄扇・棒・太刀・契木・鎖鎌・単縄・真剣の大きく9つに分かれていたが、このうちの十手・鉄扇・単縄が現在全く伝承されていない。
武道研究家・武器研究家の岩井作夫（武備舎）は19世飯嶌文夫の門人と称する。

#### 飯塚系の緑埜、甘楽・多胡、（藤岡）、新田系
飯塚系は、臥龍斎の養子・飯塚帯刀義高からその子・興高が13代、14代に興高の弟・義興と続き、義興の周辺で諸流に分かれている。
『上毛剣術史』には代数のある流派として、義興の高弟・根岸登美太と関口万蔵の2系統、および義興の兄弟弟子・長山弥一からその弟子・高山辰次郎へ続く1流を載せる。
飯塚系の気楽流は、上州、飯塚の出身地である西上州の緑埜郡、甘楽郡、多胡郡をはじめ、利根川対岸の勢多郡、佐位郡、那波郡、新田郡といった農村部や、臥龍斎が道場を開いた江戸愛宕下を拠点として、盛隆を大いに極めた。
　しかし、飯塚臥龍斎が中山道の新町宿での新町騒動以降、所払いを受けたことを受け、闕所にともなう親族からの久離により、飯塚臥龍斎が武蔵国菅沼村の菅沼勇輔方に転居したことから、養子義高が気楽流として12世として臥龍斎の出生地の大塚村で継承した。
　次代龍之介興高（13世）が早世し（皇国英名録には57歳卒とあり矛盾することに注意）、飯塚猪早司義興（伊三郎）（14世）（龍之助の弟）は、大塚村に道場を開き、後に甘楽郡小幡轟に道場を移したのちも教授した。
　義興の叔父、平柳真龍斎義長（九三郎）は、臥龍斎の出身地である緑埜郡下大塚村で柳盛館を開き、14世となった。
　幕末明治維新の混乱の中、門弟が出身地や思想の差異から、佐幕、勤王側に分かれて活動したこと、寛政の改革以降、設置されて、尚武の気風と武術練兵の中心的役割を果たしていた。その幕府講武所が文久2年（1864年）9月には、犬追物弓術柔術部門は廃止され、剣槍砲術と操船技術のみとなったことにより、江戸、徳川幕府での講武所師範の失業（ただし、地方の藩での武術師範は残存したことに注意）、明治新政府になり、警察機構の整備により、関八州組合での与力業務の要請がなくなり、農民の自警の必要性が減ったこと、さらには、師範が日露戦争の出征時に捕虜となったこと等を遠因として、一部道場では弟子が離反したこと、そして、大きくは、大日本武徳会、講道館柔道の隆盛の中で柔道の一流儀として、内務警察中心の翼賛運動や大日本武徳会、学校体育教育の中に取り込まれたこと、そして、それらが敗戦後のGHQによる武道禁止となったことなどの社会構造の変化から門弟数は大幅に減少した。
　これらは、飯塚系に限らず、菅沼系、児島系の気楽流に多く共通することである。
　岩井作夫によれば、この系統（甘楽系）の気楽流の体系は、飯塚興高（13世）が早世し、14世の飯塚猪早司義興は、兄興高の弟子・長山から教授を受けるという経緯のため、全て伝わっていないと述べるが、飯塚帯刀（12世）の系統は、上州の甘楽郡以前に、緑埜、多胡、新田郡や、勢多郡他にも広く伝わっており、これを甘楽系としたことによる見解であり正確ではない。
　具体例をあげれば、新田郡綿内村の高山辰二郎門下で、山伏、修験者であり、他流やボクシング選手との対決を行った下田茂平や、飯塚儀内（大日本武徳会）が高名であり、その弟子の光輪洞合気道師範の川野郁夫や、筑波大教授の藤堂良明らがおり、現在も群馬県前橋市で引き続き教授が行われている。

#### 菅沼勇輔系の武州、棒沢、加美、児玉、秩父系
伝承地から武州秩父系ともいわれる武州気楽流は飯塚臥龍斎を客分として預かり、看取った弟子の菅沼勇輔（12世）が祖とされる。
柔術研究家で真蔭流師範　気楽流を伝承する山田實によれば、秩父に気楽流をもたらしたのは菅沼勇輔の弟子の加藤軍司・町田五郎右衛門や加藤の実父・勅使河原仁平、孫弟子の本橋惣五郎などとされる。
　　他方で、新町騒動以後、飯塚臥龍斎は、所払追放刑を受けて、菅沼勇輔方に没時に逗留していたこと、12世となった飯塚系の飯塚義高は、武州棒澤郡出身で養子となったことや、新町騒動に加わった門弟の中にも、すでに武州秩父郡小野原村や同賀美郡七本木村、榛沢郡上野台村出身者がいたこと、そもそも同児玉郡児玉村での武術指導の逗留中の諍いが原因であったことなどから、飯塚臥龍斎の代で秩父を含む武州北部にもたらされていることは明らかであり、山田實説には疑問が寄せられる。
　加えて、近年の研究では、本橋家に伝わる伝書が、本橋惣（宗）五郎は元治2年に菅沼12世からすでに切紙を得ており、明治3年の菅沼の没後、兄弟子にあたる加藤軍司13世から明治23年に免許を受けているので、秩父での盛隆はそれ以前であったことが明らかになっている。
　ところで、12代菅沼の弟子で13代とされる加藤軍司のほか、町田五郎右衛門や加藤の実父・勅使河原仁平や、後に天神真楊流、奥山念流の免許を得る福田（持田）八之助（講道館柔道の嘉納治五郎の師）がいた。
　加藤軍司系は、加藤の後に本橋惣五郎へ伝わり、惣五郎の子・万作、次いで孫の武次へと伝来したが、武次の死で途絶えたという。一方、飯嶌の作成した伝系図では、菅沼と加藤の間に勅使河原が挿入され加藤は菅沼の孫弟子になっている

町田五郎右衛門系は、町田から彼の3男・吉岡佐五郎を経て関根氏が継承したという。なお現代では秩父気楽流はほぼ失伝したとされ、山田によると1960年に根岸純太郎（児島系16代新井平馬の弟子）と岩田弥市（秩父系14代本橋惣五郎を師とする斎藤忠夫の弟子）が演武を行ったのが秩父における気楽流の最後　と述べる説もある。
他方で、本橋惣五郎、本橋万作、本橋武次、本橋常次、斎藤百吉と続く系統では、秩父郡横瀬町の弘武館として伝承され、伝書、武具らが町指定有形文化財として指定されている。1957年にレスリングフリースタイル世界大会に出場し、後に中央大学レスリング部監督となった本橋元一は気楽流弘武館の出身である。
山田の弟子で武道研究家の平上信行によれば、山田實は最後の伝承者という本橋武次（秩父気楽流16代）から教授を受け、また上州系など他の気楽流伝承者からも教えを得て秩父気楽流を龍澤邦彦（立命館大学教授）らと伝承を受け、再隆し、秩父椋神社で奉納演武が行われる等し伝承がなされている。

### 阿波国の気楽流
阿波国の気楽流は、喜楽流と書かれることが多い。徳島藩主蜂須賀家の武芸指南番を務めたことがある井田圓重郎（伊田とも）が阿波国板野郡各地で喜楽流の教授を行っていた（菅沼勇輔（12世）の門弟）。
井田は嘉永6年（1853年）、10月開国修行で徳山藩に来ていた
牟田文之助（佐賀藩の鉄人流剣術家）の修行人宿を訪ねている
。牟田によると井田は江戸に住まいがあり、七年諸国を廻歴して江戸に帰るところであったという。
その後、東海道を三河国岡崎宿から藤川宿に向かう途中11月にも道中で再開し、同道したとされる。
徳島城内で行われた武術大会で天神真楊流の長島直吉（天神真楊流開祖磯又右衛門の門人）と試合した際、一見木刀同様に作られた鞘付きの木刀で契木を封じられ隙を突かれ敗北したことにより井田は浪人となった。
　後に井田は板野郡松茂村豊久の豪農である郡六左衛門の宅に落ち着き、地方の有志を集めて柔術指南を行った。井田は喜楽流を熱心に指導し、板野郡大津村矢倉の福井角太郎、藤田治門太、佐竹伊左太、坂田林十郎、田村伊助などが奥儀を修めた。その後、井田は板野郡松茂村から去り板野郡西条で喜楽流を指南した。この時の弟子に浅野又兵衛がおり、この系統は昭和頃まで伝わっていた。

#### 井田の門人
- 井田圓重郎一心斎長猷（阿波国蜂須賀家武芸指南番）
  - 福井角太郎
  - 藤田治門太
  - 佐竹伊左太
  - 坂田林十郎
  - 田村伊助
  - 浅野又兵衛（板野郡西条、板野郡瀬戸村に転居）
    - 山本岩吉（板野郡撫養町黒崎）

### 磐城国（陸奥国）の気楽流
磐城国（明治元年前の陸奥国）の気楽流は、奥澤七事斎（15世）が江戸浅草花川戸で道場を開いて門人を指導していたときに、安藤対馬守の藩士や三春藩、守山藩藩士らが多く修行をしていたことから、磐城平藩、磐城三春藩、守山藩に戸田流として伝承される。
三春藩藩士の加藤木直親庄太夫、子の加藤木重教らによって藩校でも伝授された。

## 献額
江戸末期に隆盛した流派は、神仏分離以前の神社仏閣に額を献上することを盛んに行ったことが特徴としてあげられる。
著名な例としては、奥澤七事斎（1５代）は天保7年、浅草寺へ献額している。ただこの額は昭和の戦災による東京大空襲よって焼失している。
　他にも、碓氷峠の熊野神社や赤城神社、産泰神社などに、飯塚臥龍斎とその門弟による献額（文政5年）、根岸登美太らによる献額がある。また佐位郡境町伊与久の雷電神社には、14代斎藤武八郎による額と新井数馬らによる額があり、勢多郡木曾神社には下田茂平による額が、世田谷区祖師谷の神明神社には斎藤百吉による献額が現存している。

## 特徴
系統によって技法に差異はあるが、柔術の基本的な技法は共通しており、剣、棒、鎖鎌、契木などの武器術も共通している。
免許
多くの流派では、切紙、目録、目代（もくだい）、免許皆伝の四段階で継承されていたという。目録は気楽流の全課程修了証明であり一応気楽流の武芸者となる。目代は師範代のような地位であり、門弟の取立免状である。目代はあまり使われない用語で、気楽流のほかは発祥地が同じ群馬県の馬庭念流で使用例が見られる。目代と免許皆伝の間に奥伝があるともされる。
技・体術
当身のことを「砕き」といい、系統で差異があるが5つの形がある。これは切紙の初手の段階で学ぶ。
また上記の切紙で学ぶ五つの「砕」以外にも目録、目代、印可の各段階で「砕」を学ぶことになっている。
一般に「捕手」といい大東流で「小葉返し」という形は、気楽流で「礼儀捕」という。また一般的な「小手返し」（手首関節の外旋を伴う投げ技）を気楽流では「手ツ花」というが、倒したあと押さえつける行程までを指している。

### 佐賀藩士が記した気楽流の特徴
佐賀藩士で関口流と楊心古流の柔術家である石井又左衛門忠真は江戸時代に著述した『拾華録』という随筆に「喜楽流は立業、手足の固め、襟〆、当身を用いる。」と特徴を簡潔に記している。

## 系譜
- 戸田越後守
- 新藤雲斎好一
- 戸田隼人
- 齋藤次大夫
- 中根角兵衛
- 渡辺杢右衛門
- 金沢新五兵衛
- 渡辺兵右衛門
- 渡辺林内
- 絹川久右衛門義重
- 蛭川菊右衛門興良

## 飯塚臥龍斎興義（11世）気楽流中興の祖

### 菅沼勇輔良金（12世、武州気楽流）系
- 飯塚徳三郎臥龍斎興義（11世）
  - 菅沼勇輔良金（四郎）　12世
    - 勅使河原仁兵衛珍輝（12世）（加藤軍司の実父）
      - 黒沢秀一数正
        - 黒沢賢一
          - 山田實

    - 塚越善右衛門良秀（13世）　深谷
      - 金井伊三郎興良（14世）　深谷
      - 若林鶴吉秀和（14世）　万場町

    - 高田傳兵衛　義輔義考（13世）臥龍斎孫　上敷面（元治2年3月15日武州熊野三社権現へ奉額・慶応1. 年9月19日聖天宮へ奉額）
      - 高田幸衛守房（1４世）上敷面　弘化3年　高田傳兵衛に入門　安政６年免許　武州榛澤郡上敷面村　皇国武術英名録２）
        - 荻野長五郎
        - 木部佐一郎
        - 高田清二郎
        - 近藤福十郎

    - 伊東燕尾（黒田鉄太郎（目録）　講談師）
    - 関口善三良秀（13世）深谷系　（長山弥一の師）　
    - 関口健司良隆（13世）
      - 新井丈七良恭（14世）
        - 新井彌八（15世） 　

    - 加藤軍司良正[17]　（英武館　秩父　藤岡）（13世）
      - 加藤鉄之助良一（14世）藤岡
      - 本橋惣五郎満之（弘武館）（14世）横瀬  菅沼12世から切紙　元治2年　明治23年　加藤13世より皆伝
        - 本橋萬作忠義（15世）横瀬
          - 本橋武次篤義（16世）横瀬
            - 山田實

          - 本橋常次（弘武館）
            - 山田實

          - 関根良作（16世、玄武館、講道館柔道六段）
          - 大島勇四郎（16世　講道館五段）
          - 山野忠吉（16世　明治17年生　荒川村若御子神社奉額）
            - 嶋崎梯二
              - 山田實

          - 根岸純太郎俊英（錬心館）
            - 斎藤百吉信義（国際武道協会）（16世）弘武館

      - 勅使河原仁兵衛珍輝　上吉田
      - 勅使河原廣重
      - 町田為之助良則（13世、14世）（加藤軍司弟子）
      - 加藤武市良金（14世）（加藤軍司弟子）
      - 加藤鐵之助良一（14世）　藤岡
      - 若林秀和（14世）加藤軍司弟子
        - 浅見中三郎為照

      - 町田甚太郎行前（14世）
      - 町田寅之助（14世）ー町田吉太郎（15世）ー町田包治（16世）
      - 塩田雷太郎廣光（14世）

    - 町田五郎右衛門広林（13世）
      - 吉岡佐五郎行英
        - 斎藤百吉教長（15世、国際武道協会）
          - 海野清一
          - 斎藤安正
          - 森幹雄
          - 太田由次
          - 咲間全
          - 芦沢亨
          - 黒部俊男

        - 関根幸作

    - 福田八之助（13世　奥山念流、天神真楊流）
    - 井田圓重郎一心斎長猷（13世　菅沼の門弟　阿波国蜂須賀家武芸指南番）
      - 福井角太郎
      - 藤田治門太
      - 佐竹伊左太
      - 坂田林十郎
      - 田村伊助
      - 浅野又兵衛（板野郡西条、板野郡瀬戸村に転居）
        - 山本岩吉（板野郡撫養町黒崎）

      - 坂東芳太郎

### 児島善兵衛（12世）飯塚徳三郎臥龍斎興義（11世）
- - 児島善兵衛信将　12世
  - 根岸要七郎将範　児島の門弟
  - 五十嵐金弥信好（13世、臥龍斎と児島の門弟）
    - 斎藤武八郎在寛　有寛（14世　寛政６年　伊与久村生　伊勢崎藩　御徒士各御番所番　柔術指南役　上野池之端に道場）
      - 斎藤玄悦（15世、漢方医、匡正術）
        - 斎藤周治（16世、匡正術、気楽流柔術師範、教員）
        - 斎藤匡（17世、匡正術）群馬県沼田市、１９６０年代〜東京都にて開業
        - 齋藤光生、他６名に継承（18世、匡正術）、東京都杉並区、世田谷区、練馬区、葛飾区、調布市、神奈川県相模原市、群馬県利根郡片品村に直系継承者が匡正堂斎藤整骨院を開業。現在（２０２２年現在時点）群馬県は営業はしていない。18世の門弟は２０名以上おり現在、関東、関西、上越、ハワイにそれぞれ匡正堂という屋号で２０院ほど独立開業している。

      - 斎藤閑次郎徳寛（15世）　武八郎養子　武七　）伊勢崎藩　柔術指南役　韮塚飯玉神社献額）
        - 齋藤武二郎（16世、斎藤閑次郎　養子）　
          - 岡田作治（明治17年）
          - 斎藤重寛

      - 高木周輔（助）善行（15世）孝三郎　采女村木島　武八郎に天保6年入門　文政３（1820）生　明治25年9月没　下渕名大国神社、伊与久　雷電神社　明治25年3月額（浅草寺額　免許　平善行）
        - 小暮信三郎義行（16世）高木周輔弟　天保13年正月生　武八郎に入門、水戸天狗党に参加、義勇館（世良田、境町）　　門弟千人　嘉納治五郎による揮毫石碑　木島会議所　大国神社額　安養寺不動
          - 高田栄三郎義政（17世）　境公園に石碑　義勇館境道場
          - 小暮勝太郎俊行　　　　　　信三郎長男
          - 池田拾五郎道善　天保4年　剛志村上武士　斎藤道場入門、明治25年免許皆伝　武士神社奉額　明治35年6月没　28年八坂神社（本殿）奉納額　（浅草寺額には目録で連名）
          - 斎藤伍郎　古今亭今輔　境町諏訪町生　

      - 後藤一雄矩寛（15世）伊勢崎藩家臣　文久2年　正月　切紙、　慶応４年11月武八郎より免許
      - 加藤勝之進（15世）勝間（文化７年下渕名村生　同15年斎藤武八郎に入門、天保2年免許皆伝　旗本　新田俊純武術指南、連取菅原神社　嘉納治五郎揮毫石碑　）　
        - 加藤徳之清春　下渕名
        - 根岸太郎左衛門（16世）　太郎次高義　連取（同石碑建立　大正3年）
          - 根岸克太郎高俊（17世）　宮子
          - 高柳伝四郎義信（17世）　赤堀村香林

        - 岩崎肥讃女　新田上田中　長刀女傑　明治44年没
        - 加藤良作
        - 生形鷹五郎
        - 加藤徳之　（16世）（勝之進　養子）

      - 内山勢左衛門本孝（15世）
        - 角田國三郎元親（16世）伊勢崎藩家臣　内山没後　後藤一雄門下　門人数百人　大正9年1月没　前橋市小坂子に石碑移設

      - 五十嵐来輔安礼（15世）
      - 長沼長次郎綱吉（15世）（天保12年1月14日生　八寸村　伊勢崎藩家臣　安政3年正月　斎藤武八郎入門、文久元年11月切紙、慶應元年8月目録、明治4月目代、明治7年4月目代、14年免許皆伝 皇国武術英名録　門人数百人　明治43年8月８日没　70歳　境町大国神社参道に石碑　44年5月[18]）
        - 田沼勝蔵
        - 木村政平
        - 清水龍八
        - 高橋甚蔵
        - 石井菊松
        - 石井熊太郎
        - 新井久平眞澄　元治元年下渕名村生　大国神社石碑
          - 森良作正秀（17世）伊与久

        - 新井平馬清住（16世）下渕名　万延元年　51歳で印可
          - 新井数馬（17世）下渕名
          - 新井道次郎（18世、新井平馬の孫。）下渕名
            - 水科寿美（19世、練志館）
            - 飯嶌文夫（19世、尚武館）

          - 須永彌助（18世、明治36年新井平馬に入門、大正二年免許皆伝）
          - 岡部作治（18世、明治36年新井平馬に入門、大正二年免許皆伝）
          - 新井咲郎（明治36年新井平馬に入門）
          - 吹上盛蔵（明治45年新井平馬に入門）
          - 生形松雄（明治55年新井平馬に入門）下渕名
          - 深町由蔵（大正2年新井平馬に入門）下渕名

        - 須永龍八弥助　下渕名　長沼入門　平馬から印可　
        - 木村政平
        - 田沼勝蔵

      - 木村政平
      - 高井平作（天保年間に目代）
      - 立川弥三郎 馬見塚村
      - 長谷川仁平定寛　保泉
      - 田中松太郎政醇　伊勢亀山藩
      - 岩崎久三
      - 奥澤七事斎源良重（15世 気楽流（戸田流）浅草花川戸）
        - 奥澤敬太郎（16世、気楽流、天神真楊流、湯島天神下「修心館」、嘉納治五郎の師）
          - 奥澤勘一（17世、気楽流、天神真楊流、柔道、「修心館」）

        - 加藤木直親（16世　天保4年生　勝沼（加藤木）逸八郎　重教の父　安藤対馬守磐城平藩「戸田流」指南役、　　　　　　　　　　　　　　　　　　　　　　　　　平藩を出奔し、後に磐城三春藩で戸田流を指南、加藤木庄太夫の養子となる）
          - 加藤木重教（17世　安政4年生　直親の子、磐城三春藩「戸田流」）

        - 大川完司(源三郎)藤原義真（15世）　安政7年浅草献額時　七事斎内弟子、師の死去後に飯塚興高から免許　戸田流を名乗る
        - 高橋亘夢幻斎（高橋俊藝）武八郎門弟、薩摩浪士隊、出流山事変で挙兵、28歳処刑刑死（戦士説もあり）　13歳で武八郎に入門
          - 大塚鼎作　薩摩浪士隊書記役
          - 羽鳥龍三　同　砲術隊長

  - 八木政右衛門（八木右馬充源義和）宮後村
  - 下田幸蔵義光（皇国武術英名録　臥龍斎興義門人　12世？）
  - 松村林八
  - 伊藤竹五郎
  - 田部井源兵衛（安政年間に目録、田部井念流）1829-1896　世良田村

#### 飯塚帯刀義高渓斎（12世）
- 飯塚徳三郎臥龍斎興義（11世）
  - 長山喜太夫久馬
  - 岡部正春　常三郎（1３世）　義高、長山喜太夫久馬の弟子　新田郡大根村　文政7年生ー安政6年12月　36歳没
  - 飯塚帯刀義高渓斎（12世、臥龍斎養子（文政年間）　棒澤郡上敷面村生　、明治2年正月没）　
    - 飯塚龍之助興高（13世　利九郎　弘化2年入門　　明治14年3月没）57歳
      - 長山弥一精勝（14世）義高（１２世）並びに龍之介興高(13世)より免許　綿内村　　　　　　　　　　　　　　　　　　　　　　　　　　　　　　天保元年ー明治32年5月22日　嘉衛5年入門　６年切紙　文久元年4月免許皆伝　　元治元年　武練組役（加納遠江守）
        - 栗原長藏（15世）新田上中
        - 長山登士蔵精光（16世）　長山甚作（17世）
          - 栗原正信（16世）

        - 高山辰次郎精明（15世）長山弥一弟子　新田郡綿内村　明治30年9月　八坂神社額殿
          - 高山松太郎(16世)
          - 高橋長五郎（群馬郡阿久津村）安政3（1856）－昭和10（1935）荒木霞新流の後に入門
          - 生方輔造（丑造）（16世）北橘村（明治10年－昭和21年）70歳没　　　　　　　明治26年入門　28年切紙　30年目録　42年目代　大正6年免許皆伝
          - 飯塚儀内（大日本武徳会　剣道教士　昭和天覧試合出場）
          - 高山明（講道館柔道7段）（16世）
          - 下田茂平精秀（16世）昭和22年10月免許皆伝　生方輔造より
            - 飯塚鬼五郎（16世）北群馬郡子持村　昭和22年3月免許　　　高山松太郎より免許　大正2年9月　高山辰次郎より目代　明治41年3月　同目録　明治31年1月同　切紙
            - 小菅恵一郎　　　　北群馬郡子持村
            - 川野郁夫精一（17世）（光輪洞合気道　飛龍塾）
            - 藤堂良明（17世）（筑波大学名誉教授）

          - 都丸磯七
          - 小林長重郎　（15世）　明治22年10月　相伝　明治16年目代　明治2年目録　慶応3年切紙
          - 藤生伝重郎（15世）笠懸村　明治22年10月　目代皆伝　明治2年8月切紙

      - 平柳真龍斎義長　九三郎（14世）　慶応3年入門　緑埜郡下大塚村　柳盛館）　龍之介輔高弟子
        - 平柳隣松　15世　繁次郎　真龍斎義長弟子
        - 平柳谷五郎　谷蔵　15世　真龍斎義長弟子
        - 平柳時壽義清　時次郎（15世　緑埜郡下大塚村）

      - 新井龍三郎（14世）　龍之介輔高弟子

#### 飯塚猪早司義興（伊三郎　後に臥龍斎を襲名　14世、飯塚龍之助（13世）の弟）甘楽郡小幡轟に道場を開く　大正11年1月没（68歳卒）長山弥市から印可
- 根岸登美太（15世）
- 新井定七良恭（修武館）上野村　義興に学ぶ
- 関口萬造守行　志行（15世）吉井町神保　明治19年免許皆伝、多野甘楽臼井で指導　辛科神社献額、石碑（嘉納治五郎揮毫）
  - 瀬下常吉（16世）　大正２年免許
  - 吉田丈太郎
  - 矢島忠蔵（16世）　（富岡白岩）養武館　大正２年免許
    - 茂木忠三郎（君川）
      - 松本善十郎
      - 大蔵善一郎
        - 辰巳半平
        - 浅見源太郎
        - 福田傳十郎
        - 牧野幸太郎
        - 市川米吉
        - 新井金太郎　
        - 堀越平重郎

      - 石塚栄吉義正（15世）（山中）大正3年切紙
        - 鈴木嘉八義光
          - 松岡龍雄（神道楊心流三代目宗家）

      - 不破咲三（不破流を創始）

    - 八木良助（13世）　帯刀義高弟子　多胡郡上日野村　文政10年目録
    - 新井小巻（13世）　　〃
    - 松田雪七（13世）　　〃　　　　　多胡郡上日野村　〃　
    - 松本善十郎義重（13世　緑埜郡下大塚村）

### 流祖からの伝系が不明の人物と系統
- 八谷達三　孫六（16世　気楽流　天神真楊流　可柳斎　開運橋道場）　　
  - 八谷護（17世　気楽流（戸田流）天神真楊流　講道館柔道）剛制館　浅草
- 山田勘兵衛良輔（上野国緑埜郡本動堂村）
  - 山口才一（馬庭念流の剣術家）
- 関根源左衛門
  - 関根源太郎源正光（神道五心流）
- 野口潜龍軒（神道六合流）
- 根岸兵衛ー木村利兵衛ー石山草右衛門ー石山新兵衛ー石山庄平ー小野理三郎（岡山倉敷）[19]